# Xian autonome mongol gauche de Harqin
Pour les articles homonymes, voir Harqin.
Le xian autonome mongol gauche de Harqin (chinois : 喀喇沁左翼蒙古族自治县 ; pinyin : kālāqìn zuǒyì měnggǔzú zìzhìxiàn) est un district administratif de la province du Liaoning en Chine. Il est placé sous la juridiction de la ville-préfecture de Chaoyang.
Elle porte le nom de ses principaux habitants, à partir de 1635, les Qaracin, des Mongols orientaux.

## Démographie
La population du district était de 418 153 habitants en 1999.